# Cante alentejano

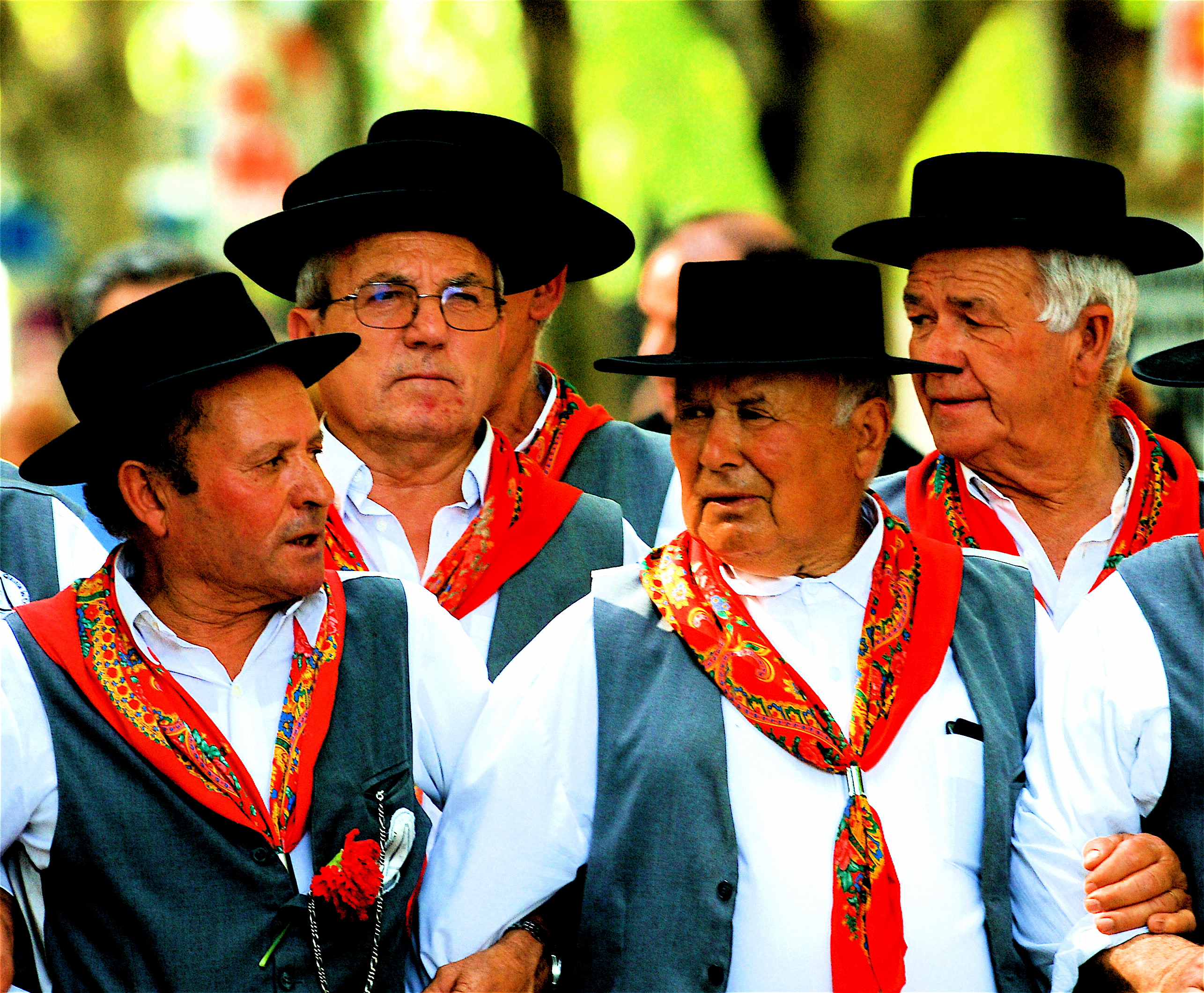
Een traditionele groep cante alentejano-zangers.

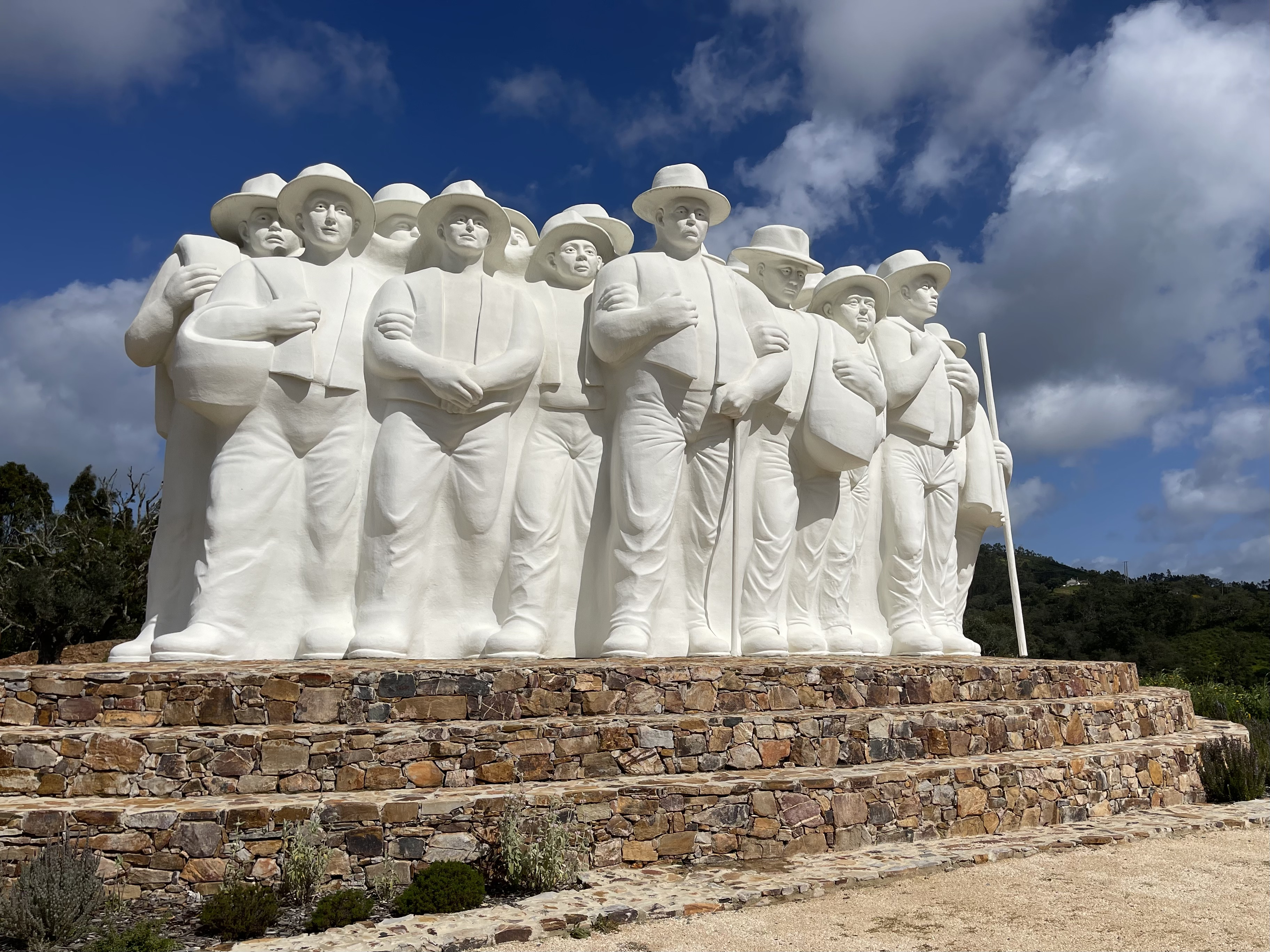
Monument ter ere van cante alentejano in Odemira, Portugal.

Cante alentejano is een traditioneel muziekgenre uit de regio Alentejo in het zuiden van Portugal. In 2014 werd cante alentejano door de UNESCO erkend als immaterieel cultureel werelderfgoed.

## Muziekstijl en -traditie
Cante alentejano is een traditie van polyfone, a capella koorzang. Cante wordt uitgevoerd door twee solisten en een koor. De eerste solist, de ponto, zet de zang in en zingt in een laag bereik. Daarna volgt de alto die in een hoger bereik zingt en vaak versieringen toevoegt. Daarna begint ook het koor te zingen.
Het repertoire bestaat uit honderden songs. Teksten gaan over onderwerpen als het leven en werken op het platteland, natuur, liefde, moederschap en religie. Van veel van de oude songs is de auteur niet (meer) bekend.
Cante alentejano is een amateurtraditie, veel van de zangers zijn of waren bijvoorbeeld boeren of mijnwerkers. Cante wordt gezongen in café's of tavernes, thuis onder vrienden of familie, of tijdens feesten en festivals (inclusief religieuze feestdagen zoals Kerstmis). Ook werd cante traditioneel tijdens het werk gezongen, bijvoorbeeld op het land. De zangtraditie wordt nog steeds overgedragen van generatie op generatie.
Het is niet duidelijk hoe oud cante alentejano precies is, of hoe het is ontstaan. Er zijn theorieën over onder andere gregoriaanse, Moorse en sefardische wortels. Beschrijvingen van cante-achtige muziek gaan ten minste terug tot de negentiende eeuw. Toen week de muziek echter af van wat nu cante alentejano wordt genoemd, er werd bijvoorbeeld nog gebruik gemaakt van muziekinstrumenten.
In het eerste deel van de 20e eeuw werd cante alentejano een meer formele muziektraditie; er werden in diverse dorpen koren opgericht die regelmatig repeteerden. In de periode van de dictatuur in Portugal, de Estado Novo, werden de (mannelijke) cante-koren sterk gestimuleerd. Cante alentejano werd door het regime gezien als goed voorbeeld van Portugese volkscultuur.
Ondanks dat werd cante alentejano ook gebruikt als vorm van protest. Diverse cante-groepen zongen over de honger, armoede en vervolging waar ze tijdens de dictatuur mee te maken kregen. Voor velen uit de regio was de armoede reden om te migreren naar Lissabon en omgeving, ook hier ontstonden vervolgens cante-groepen. Het lied Grândola, Vila Morena van José Afonso (1964), dat het startsein was voor de Anjerrevolutie, was geïnspireerd door cante uit Grândola in Alentejo.

## Impact en erkenning
De erkenning van cante alentejano als cultureel werelderfgoed in 2014 leidde tot extra belangstelling in de (Portugese) media. Cante werd vaker dan voorheen uitgezonden op radio en tv. Ook werden koren uit Alentejo uitgenodigd om op te treden in prestigieuze concertzalen binnen en buiten Portugal, iets wat voorheen zelden gebeurde. In 2024 werd het tienjarig jubileum van de werelderfgoedstatus gevierd in Lissabon. Elf zanggroepen en in totaal meer dan driehonderd zangers reisden af naar de Portugese hoofdstad voor een optreden in het Coliseu dos Recreios.
Een voorbeeld van een succesvolle cante-groep is Rancho de Cantadores da Aldeia Nova de São Bento. Deze groep trad in diverse landen op en gaf optredens in het Kennedy Center in Washington (2019) en voor de paus (2023). In 2016 brachten ze een album uit met medewerking van onder andere António Zambujo en Luísa Sobral. De groep ontving een gouden plaat voor het succes van dit album.
De Portugese zanger António Zambujo komt uit de Alentejo regio en verwerkt invloeden van cante alentejo in zijn muziek. Hij werkte samen met de Rancho de Cantadores da Aldeia Nova de São Bento; ze traden samen op en zongen op elkaars albums.
In de Portugese gemeente Odemira staat sinds 2022 een monument ter ere van cante alentejano.